# Terrilimosina paralongipexa
Terrilimosina paralongipexa är en tvåvingeart som beskrevs av Hayashi 1992. Terrilimosina paralongipexa ingår i släktet Terrilimosina och familjen hoppflugor. Inga underarter finns listade i Catalogue of Life.